# Coppa dei Balcani 1976 (club)
La Coppa dei Balcani per club 1976 è stata la quattordicesima edizione della Coppa dei Balcani, la competizione per squadre di club della penisola balcanica e Turchia.
È stata vinta dagli jugoslavi della Dinamo Zagabria, al loro primo titolo. Le due gare di finale sono state disputate nel giugno dell'anno successivo, ad edizione 1977 in corso.

## Squadre partecipanti
Tutte le nazioni partecipano con una sola rappresentante. Le 6 squadre partecipanti vengono divise in due gironi. Il detentore della Coppa Balcani (Radnički Niš) non partecipa.
| Squadra            | Stagione 1975-76 |
| ------------------ | ---------------- |
| Dinamo Tirana      | 1º in Albania    |
| Akademik Sofia     | 3º in Bulgaria   |
| Ethnikos Pireo     | 7º in Grecia     |
| Dinamo Zagabria    | 3º in Jugoslavia |
| Sportul Studențesc | 4º in Romania    |
| Adanaspor          | 4º in Turchia    |

## Torneo

### Girone A
| Squadra            | Pti | G | V | N | P | GF | GS | QR    |
| ------------------ | --- | - | - | - | - | -- | -- | ----- |
| Sportul Studențesc | 5   | 4 | 2 | 1 | 1 | 12 | 6  | 2.000 |
| Akademik Sofia     | 5   | 4 | 2 | 1 | 1 | 6  | 4  | 1.500 |
| Adanaspor          | 2   | 4 | 0 | 2 | 2 | 3  | 11 | 0.273 |

|           | Spo | Aka | Ada |
| --------- | --- | --- | --- |
| Sportul   |     | 1-0 | 7-0 |
| Akademik  | 4-2 |     | 1-0 |
| Adanaspor | 2-2 | 1-1 |     |

#### Risultati
| Adana 17 marzo 1976                                      | Adanaspor | 1 – 1     | Akademik Sofia | Adana 5 Ocak Stadyumu |
| \| \| \| \| \| Ertuğrul 27’ \| Marcatori \| 26’ Simov \| |           |           |                |                       |
|                                                          |           |           |                |                       |
| Ertuğrul 27’                                             | Marcatori | 26’ Simov |                |                       |

| Sofia 14 aprile 1976 | Akademik Sofia | 4 – 2 | Sportul Studențesc | Stadio Akademik |

| Sofia 21 aprile 1976                         | Akademik Sofia | 1 – 0 | Adanaspor | Stadio Akademik |
| \| \| \| \| \| Ivanov 69’ \| Marcatori \| \| |                |       |           |                 |
|                                              |                |       |           |                 |
| Ivanov 69’                                   | Marcatori      |       |           |                 |

| Adana 9 maggio 1976                                                        | Adanaspor | 2 – 2                | Sportul Studențesc | Adana 5 Ocak Stadyumu |
| \| \| \| \| \| Mesci 3’ Mehmet 86’ \| Marcatori \| 30’ Sandu 79’ Kassai \| |           |                      |                    |                       |
|                                                                            |           |                      |                    |                       |
| Mesci 3’ Mehmet 86’                                                        | Marcatori | 30’ Sandu 79’ Kassai |                    |                       |

| Bucarest 3 giugno 1976                                                                          | Sportul Studențesc | 7 – 0 | Adanaspor | Stadio Regie |
| \| \| \| \| \| Rădulescu 40’ Grosu 47’, 50’, 60’ Ionescu 58’, 79’ Marica 73’ \| Marcatori \| \| |                    |       |           |              |
|                                                                                                 |                    |       |           |              |
| Rădulescu 40’ Grosu 47’, 50’, 60’ Ionescu 58’, 79’ Marica 73’                                   | Marcatori          |       |           |              |

| Bucarest 11 agosto 1976 | Sportul Studențesc | 1 – 0 | Akademik Sofia | Stadio Regie |

### Girone B
| Squadra         | Pti | G | V | N | P | GF | GS | QR    |
| --------------- | --- | - | - | - | - | -- | -- | ----- |
| Dinamo Zagabria | 6   | 4 | 3 | 0 | 1 | 6  | 4  | 1.500 |
| Dinamo Tirana   | 4   | 4 | 2 | 0 | 2 | 8  | 7  | 1.143 |
| Ethnikos Pireo  | 2   | 4 | 1 | 0 | 3 | 5  | 8  | 0.625 |

|          | Zag | Tir | Eth |
| -------- | --- | --- | --- |
| Zagabria |     | 2-1 | 2-1 |
| Tirana   | 1-2 |     | 2-0 |
| Ethnikos | 1-0 | 3-4 |     |

#### Risultati
| Il Pireo 17 marzo 1976 | Ethnikos Pireo | 1 – 0 | Dinamo Zagabria | Stadio Geōrgios Karaiskakīs |

| Tirana 31 marzo 1976                                        | Dinamo Tirana | 1 – 2        | Dinamo Zagabria | Stadiumi Dinamo |
| \| \| \| \| \| Përnaska 35’ \| Marcatori \| Zajec Bogdan \| |               |              |                 |                 |
|                                                             |               |              |                 |                 |
| Përnaska 35’                                                | Marcatori     | Zajec Bogdan |                 |                 |

| Tirana 14 aprile 1976                               | Dinamo Tirana | 2 – 0 | Ethnikos Pireo | Stadiumi Dinamo |
| \| \| \| \| \| Dibra 4’ Zëri 29’ \| Marcatori \| \| |               |       |                |                 |
|                                                     |               |       |                |                 |
| Dibra 4’ Zëri 29’                                   | Marcatori     |       |                |                 |

| Il Pireo 26 aprile 1976                                                      | Ethnikos Pireo | 3 – 4                                    | Dinamo Tirana | Stadio Geōrgios Karaiskakīs |
| \| \| \| \| \| ? \| Marcatori \| 42’ Ballgjini 49’, 72’ Zëri 54’ Përnaska \| |                |                                          |               |                             |
|                                                                              |                |                                          |               |                             |
| ?                                                                            | Marcatori      | 42’ Ballgjini 49’, 72’ Zëri 54’ Përnaska |               |                             |

| Zagabria 28 aprile 1976                            | Dinamo Zagabria | 2 – 1 | Ethnikos Pireo | Stadio Maksimir |
| \| \| \| \| \| Kranjčar Bonić \| Marcatori \| ? \| |                 |       |                |                 |
|                                                    |                 |       |                |                 |
| Kranjčar Bonić                                     | Marcatori       | ?     |                |                 |

| Zagabria 12 maggio 1976                                   | Dinamo Zagabria | 2 – 1    | Dinamo Tirana | Stadio Maksimir |
| \| \| \| \| \| Kranjčar Bonić \| Marcatori \| Përnaska \| |                 |          |               |                 |
|                                                           |                 |          |               |                 |
| Kranjčar Bonić                                            | Marcatori       | Përnaska |               |                 |

### Finale
| Squadra 1       | Totale | Squadra 2          | Andata | Ritorno |
| --------------- | ------ | ------------------ | ------ | ------- |
| Dinamo Zagabria | 5–4    | Sportul Studențesc | 3–1    | 2–3     |

| Zagabria 1º giugno 1977 Andata                     | Dinamo Zagabria | 3 – 1 | Sportul Studențesc | Stadio Maksimir (10 000 spett.) |
| \| \| \| \| \| Kranjčar Cerin \| Marcatori \| ? \| |                 |       |                    |                                 |
|                                                    |                 |       |                    |                                 |
| Kranjčar Cerin                                     | Marcatori       | ?     |                    |                                 |

| Bucarest 15 giugno 1977 Ritorno               | Sportul Studențesc | 3 – 2       | Dinamo Zagabria | Stadio Regie (3 000 spett.) |
| \| \| \| \| \| \| Marcatori \| Cerin Bonić \| |                    |             |                 |                             |
|                                               |                    |             |                 |                             |
| Gol · Gol · Gol                               | Marcatori          | Cerin Bonić |                 |                             |